# Della Vittoria (suburbio di Roma)
Della Vittoria è l'undicesimo suburbio di Roma, indicato con S. XI.
Il suburbio include la porzione nord-occidentale di Monte Mario e le propaggini che saldano l'altura al sistema collinare formato dall'antico Vulcano Sabatino.
Con la medesima denominazione, attribuita dall'amministrazione comunale per onorare il felice esito della prima guerra mondiale, fu identificato anche il contiguo quartiere XV, esteso dalle pendici nord-orientali di Monte Mario fino al fiume Tevere e comprendente l'area del Foro Italico e la porzione settentrionale di Prati.

## Geografia fisica

### Territorio
Si trova nell'area nord-ovest della città.
Il suburbio confina:
- a nord con la zona Z. LIII Tomba di Nerone[1]
- a nord-est con il quartiere Q. XVIII Tor di Quinto[2]
- a sud con i quartieri Q. XV Della Vittoria[3] e Q. XIV Trionfale[4]
- a ovest con il quartiere Q. XXVII Primavalle[5] e il suburbio S. XI Trionfale[6]

## Storia
Il suburbio viene definito dalla deliberazione del Governatore n. 1222 del 27 febbraio 1932 con il nome di Milvio e numerazione S. XII. Venne rinominato in Della Vittoria nel 1935, quindi assunse l'attuale numerazione e codice in concomitanza della soppressione del suburbio S. VII Ostiense, avvenuta con variazione del dizionario toponomastico del 1º marzo 1954.

## Monumenti e luoghi d'interesse

### Architetture civili
- Villa Maria Pia, su via del Forte Trionfale. Villa del XX secolo (1936). 41.94078°N 12.434068°E

Villa in stile barocchetto.
- Villa Pacis, su via della Camilluccia. Villa del XX secolo (1953). 41.943494°N 12.447818°E

Villa in stile barocchetto dell'ingegnere edile Vincenzo Passarelli.

### Architetture religiose
- Chiesa di San Francesco d'Assisi a Monte Mario, sulla piazzetta di Monte Gaudio.
- Chiesa di Nostra Signora di Guadalupe a Monte Mario, su piazza Nostra Signora di Guadalupe.
- Cappella di Sant'Antonio, su via delle Benedettine.

Luogo sussidiario di culto della parrocchia di Nostra Signora di Guadalupe a Monte Mario.
- Chiesa di San Giovanni Battista, su via del Casale di San Michele.

Luogo sussidiario di culto della parrocchia di Nostra Signora di Guadalupe a Monte Mario, chiesa abbaziale dell'omonima abbazia di monache benedettine sublacensi.
- Chiesa di San Gabriele Arcangelo, su viale Cortina d'Ampezzo.
- Chiesa di Santa Rita da Cascia a Monte Mario, su via Antonino Parato.

Parrocchia eretta il 7 dicembre 1981 dal cardinale vicario Ugo Poletti.

### Architetture militari
- Forte Trionfale, su via Trionfale. Forte del XIX secolo.

### Aree naturali
- Riserva naturale dell'Insugherata, fra via Cassia a est e via Trionfale a ovest, settore a sud del fosso della Valle dell'Insugherata.

## Geografia antropica

### Urbanistica
Nel territorio del suburbio Della Vittoria si estendono le zone urbanistiche 19E Trionfale (includente l'area urbana denominata Monte Mario Alto) e 20B Acquatraversa.